# Nepěkošice
Nepěkošice, někdy nazývané též Pěkošičky nebo Pěkošice, jsou zaniklá vesnice, která se nalézala v okolí obce Chotělice.

## Historie
O vesnici se dochovaly písemné zprávy z roku 1309, kdy ve vsi stával dvůr Petra Nepěkocha. V roce 1379 drželi vesnici Litold ze Žlunic spolu s Benešem z Pěkošic, který se od roku 1382 psal z Nepěkošic. V letech 1402–1419 je majitelem vesnice Mikuláš Chřapa z Nepěkošic. V roce 1546 tvořily Nepěkošice spolu s Chotělicemi a Chomutičkami jedno panství. Vesnice zanikla pravděpodobně během třicetileté války, neboť v roce 1673 se již Nepěkošice připomínají jen jako pomístní název polní trati.